# کوناجیک (گرگر)
کوناجیک (به ترکی استانبولی: Konacık) (به کردی: Bibol) یک منطقهٔ مسکونی کردنشین در ترکیه است که در گرگر، آدیامان واقع شده‌است.